# Ligne de Pyrgos à Olympie
La ligne de Pýrgos à Olympie (grec moderne : γραμμή Πύργου - Ολυμπίας) est une ligne ferroviaire secondaire grecque à voie unique et à écartement métrique reliant la ville de Pýrgos à la commune historique d'Ancienne Olympie. Elle est située intégralement dans le district régional d'Élide, dans l'ouest du Péloponnèse, dans la périphérie de Grèce-Occidentale.

## Histoire
La ligne fut inaugurée en 1891, dix ans avant que la ligne principale d'Alfíos (el) à Kyparissía ne soit construite. De 2001 à 2003, la ligne fut fermée à tout trafic pour renouvellement.

## Tracé et stations

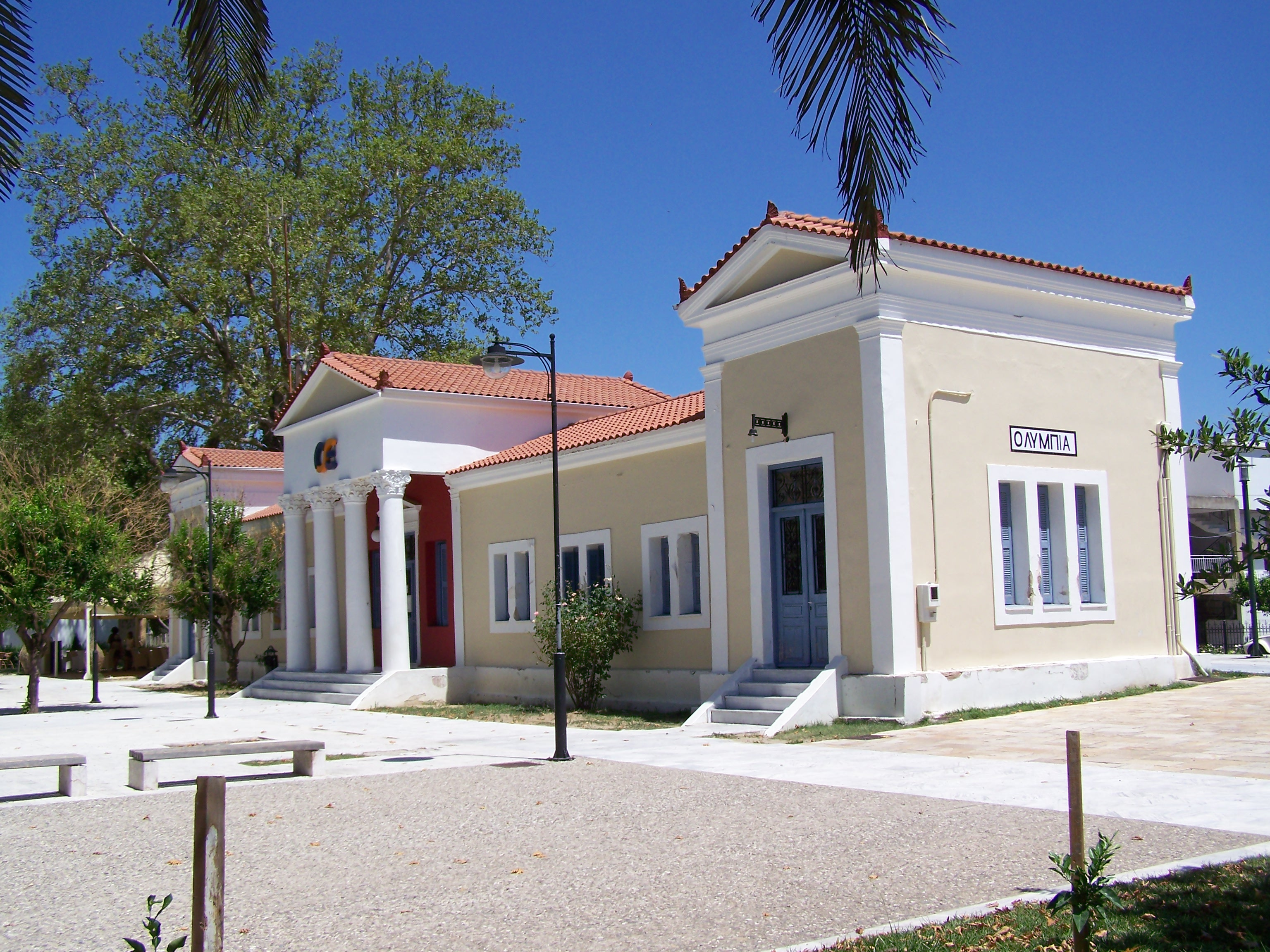
La façade de la gare d'Olympie.

Étant donné que la ligne parcourt les plaines de l'Élide d'est en ouest, son tracé contient beaucoup de sections de voie droite et la ligne est démunie d'importants ouvrages d'art.
Outre la gare de Pýrgos, elle comporte encore trois gares. La gare d'Alfíos où se trouve la bifurcation vers Kyparissía, la gare de Pelópio (en) qui est doté d'une ligne d'évitement pour des croisements éventuels et la gare finale d'Olympie qui possède un bâtiment voyageurs de style néo-classique. La gare d'Olympie était dotée d'une plaque tournante et d'un petit dépôt où les autorails passaient la nuit.

## Exploitation
À son ouverture, la ligne était desservie par des trains soit voyageurs soit mixtes, tractés par des petites locomotives à vapeur. En 1937, avec l'arrivée des nouveaux autorails Uerdingen et Linke Hoffmann, sont apparus les premiers trains express en provenance d'Athènes. De plus, quelques autres trains en provenance d'Athènes comportaient une remorque d'autorail comme voiture directe. À la fin des années 1980, après le retrait des vieux autorails Uerdingen et Linke Hoffmann, des trains tractés par des locotracteurs Mitsubishi ont fait leur apparition sur la ligne. En plus, un autorail direct depuis Athènes, de type Ganz-Mavag, réalisait un aller-retour quotidien de 1980 à 1995. À la suite de la réouverture de la ligne en janvier 2003, deux autorails Intercités du type MAN4 furent affectés deux paires de trains directs à partir d'Athènes et des autorails Ganz Mavag ou MAN1 assurait des trains locaux entre Pýrgos et Olympie. En 2005, après la fermeture de la ligne entre Athènes et Kiáto, les Intercités directs furent supprimés. 
Actuellement[Quand ?], il existe trois paires de trains locaux; deux paires en provenance et à destination de Pýrgos et une paire en provenance et à destination de Katákolo.
Entre le 6 et le 22 février 2012 la circulation sur la ligne a été interrompue à cause de dégâts importants sur la voie provoqués par les inondations ayant touché la région.

### Tableau d'itinéraires (1972-2012)
Ci-dessous est présenté le service voyageurs de la ligne entre 1972 et 2012
| 1972-1973 | 1979-1980 | 1980-1985 | 1987-1990 | 1992-1993 | 1993-1994 | 1994-1997 | 2003-2005 | 2005-2006 | 2007-2008 | 2011-     |
| 6 h 05    | 6 h 30    | 6 h 30    | 6 h 30    | 6 h 50    | 6 h 30    | 6 h 30    | 6 h 50    | 7 h 00    | 6 h 55    | 6 h 45 3  |
| 8 h 44    |           |           |           |           |           |           | 8 h 20    | 8 h 20    | 8 h 56    |           |
|           | 10 h 24   | 9 h 53    | 9 h 46    | 10 h 00   | 9 h 45    | 9 h 15    | 10 h 10   |           |           | 9 h 20 3  |
| 11 h 04 1 | 12 h 46   | 12 h 47   | 12 h 49   | 12 h 41   | 12 h 39   | 11 h 30   | 11 h 46 2 | 11 h 25   | 11 h 26   | 12 h 35 3 |
| 13 h 01   | 14 h 04   | 14 h 04 2 | 14 h 17 2 | 14 h 13   | 14 h 40   | 14 h 00   | 14 h 05 2 | 13 h 23   | 13 h 12   |           |
| 14 h 56   |           |           |           |           |           |           |           | 15 h 11   | 15 h 11   |           |
| 18 h 15   | 18 h 14   | 18 h 12   | 19 h 06   | 20 h 00   | 20 h 00   | 18 h 50   |           |           |           |           |

1 Train local au départ de la gare d'Alfios

2 Autorail direct en provenance du Pirée et d'Athènes

3 À partir du 1-1-2012: sauf dimanches et jours fériées